# Liste der Orte im Landkreis Rastatt
Die Liste der Orte im Landkreis Rastatt listet die geographisch getrennten Orte (Ortsteile, Stadtteile, Dörfer, Weiler – badisch Zinken –, Höfe, (Einzel-)Häuser, Wohnplätze) im Landkreis Rastatt auf.

## Systematische Liste
Alphabet der Städte und Gemeinden mit den zugehörigen Orten.
| - Au am Rhein mit dem Dorf Au am Rhein. - Bietigheim mit dem Dorf Bietigheim. - Bischweier mit dem Dorf Bischweier. - Bühl mit den Stadtteilen Altschweier, Balzhofen, Bühl, Eisental, Moos, Neusatz, Oberbruch, Oberweier, Vimbuch und Weitenung. - Zu Altschweier das Dorf Altschweier. - Zu Balzhofen das Dorf Balzhofen und der Wohnplatz Bahnstation Oberbruch. - Zu Bühl die Stadt Bühl, der Weiler Rittersbach, Sanatorium und Kurhaus Bühlerhöhe und das Kurhaus Sand. - Zu Eisental die Dörfer Eisental, Affental und Müllenbach. - Zu Moos das Dorf Moos. - Zu Neusatz die Dörfer Neusatz, Waldmatt und Waldsteg, die Weiler Bach, Ebene, Gebersberg, Kirchbühl, Schugshof, Schweighof und Wörth, die Zinken Hard und Schönbrunn, die Orte Neusatzeck mit Kloster und Fischerhöfe und die Wohnplätze Fischerberg, Gänswinkel, Hennegraben und Krumbäch. - Zu Oberbruch das Dorf Oberbruch. - Zu Oberweier das Dorf Oberweier. - Zu Vimbuch das Dorf Vimbuch. - Zu Weitenung das Dorf Weitenung und die Weiler Witschtung, Etzhofen und Ottenhofen. - Bühlertal mit dem Dorf Obertal den Siedlungen Altenberg, Denni (mit Obertal zusammengewachsen), Längenberg, den Weilern Buchkopf, Büchelbach (mit Butschenberg zusammengewachsen), Laube (mit Unter- und Obertal baulich verbunden), Liehenbach (mit Untertal baulich verbunden), Schafhof, Schönbüch (mit Obertal und Buchkopf baulich verbunden), Schwarzwasen, Seßgaß, Steckenhalt, Untertal, Wintereck und Wolfsbrunnen, die Zinken Eichwald, Freihöfen, Haaberg, Hatzenwörth, Hirschbach, Hof, Hungerberg, Klotzberg, Lachmatt, Matthäuser Schmelz und Sickenwald, das Gehöft Butschenberg und den Wohnplätzen Gertelbach, Grasiweg, Holzmatt, Immenstein, Kohlbergwiese, Mittelberg, Oberer Plättig, Wiedenfelsen und Wolfshügel. - Durmersheim mit den Ortsteilen Durmersheim und Würmersheim. - Zu Durmersheim das Dorf Durmersheim und Wallfahrtskirche und Kloster Bickesheimer Kloster. - Zu Würmersheim das Dorf Würmersheim. - Elchesheim-Illingen mit den Ortsteilen Elchesheim und Illingen. - Zu Elchesheim das Dorf Elchesheim. - Zu Illingen das Dorf Illingen. - Forbach mit den Ortsteilen Bermersbach, Forbach, Gausbach und Langenbrand. - Zu Bermersbach das Dorf Bermersbach, das Gasthaus Rote Lache und der Wohnplatz Wolfsheck. - Zu Forbach das Dorf Forbach, die Weiler Erbersbronn, Hundsbach-Aschenplatz, Hundsbach-Viehläger, Kirschbaumwasen, die Siedlungen Herrenwies, Hundsbach-Biberach, Hundsbach-Mitte und Raumünzach, die Höfe Schindelbronn, Seebachhof und Trabronn und die Wohnplätze Badener Höhe, Kaltenbach, St. Anton, Sasbach und Schneiderskopf. - Zu Gausbach das Dorf Gausbach und der Wohnplatz Röhret. - Zu Langenbrand das Dorf Langenbrand, die Siedlungen Breitwies (Weisenbachfabrik) und Wolfsheck und der Wohnplatz Bahnstation Langenbrand-Bermersbach. - Gaggenau mit den Stadtteilen Freiolsheim, Gaggenau, Hörden, Michelbach, Oberweier, Rotenfels, Selbach und Sulzbach. - Zu Freiolsheim das Dorf Freiolsheim und die Weiler Mittelberg und Moosbronn. - Zu Gaggenau die Stadt Gaggenau, das Dorf Ottenau (mit Gaggenau zusammengewachsen) und das Gehöft Amalienberg. - Zu Hörden das Dorf Hörden. - Zu Michelbach das Dorf Michelbach. - Zu Oberweier die Dörfer Oberweier und Niederweier. - Zu Rotenfels das Dorf Rotenfels und der Weiler Winkel. - Zu Selbach das Dorf Selbach. - Zu Sulzbach das Dorf Sulzbach. | - Gernsbach mit den Stadtteilen Gernsbach, Hilpertsau, Lautenbach, Obertsrot, Reichental und Staufenberg. - Zu Gernsbach die Stadt Gernsbach, der Weiler Scheuern, das Gehöft Walheimerhof und der Wohnplatz Müllenbild (Nachtigall). - Zu Hilpertsau das Dorf Hilpertsau. - Zu Lautenbach das Dorf Lautenbach. - Zu Obertsrot das Dorf Obertsrot, die Orte Badische Holzstoff- u. Pappenfabrik (Hirschau) und Sägewerk Kast und das Schloss Eberstein. - Zu Reichental das Dorf Reichental und die Wohnplätze Brotenau, Dürreych, Kaltenbronn, Rombach und Waldfried. - Zu Staufenberg die Dörfer Oberdorf und Unterdorf und der Wohnplatz Neuhaus. - Hügelsheim mit dem Dorf Hügelsheim und der Siedlung Kleinkanada. - Iffezheim mit dem Dorf Iffezheim. - Kuppenheim mit den Stadtteilen Kuppenheim und Oberndorf. - Zu Kuppenheim die Stadt Kuppenheim. - Zu Oberndorf das Dorf Oberndorf. - Lichtenau mit den Stadtteilen Grauelsbaum, Lichtenau, Muckenschopf, Scherzheim und Ulm. - Zu Grauelsbaum das Dorf Grauelsbaum. - Zu Lichtenau die Stadt Lichtenau, die Orte Benshurst-Höfe und Stromwarthaus und der Wohnplatz Neufeld. - Zu Muckenschopf das Dorf Muckenschopf. - Zu Scherzheim das Dorf Scherzheim. - Zu Ulm das Dorf Ulm. - Loffenau mit dem Dorf Loffenau und den Wohnplätzen Albtaljagdhaus, Auf der Miß, Plotzsägmühle und Teufelsmühle. - Muggensturm mit dem Dorf Muggensturm und dem Wohnplatz Ziegelhütte in der Steinhardt. - Ötigheim mit dem Dorf Ötigheim. - Ottersweier mit den Ortsteilen Ottersweier und Unzhurst. - Zu Ottersweier die Dörfer Ottersweier und Hatzenweier, die Weiler Münchhof, Walzfeld und Weiler, die Zinken Aschenplatz, Eckgraben, Haft und Hard, die Orte Aspichhof, Hub und Hundseck und der Wohnplatz Siti. - Zu Unzhurst die Dörfer Unzhurst, Oberwasser und Zell und der Weiler Breithurst. - Rastatt mit den Stadtteilen Niederbühl, Ottersdorf, Plittersdorf, Rastatt, Rauental und Wintersdorf. - Zu Niederbühl die Dörfer Niederbühl und Förch, Schloss Favorite, das Gehöft Murgerstal und die Wohnplätze An der Rauentaler Straße und Kolonie Grenzstraße. - Zu Ottersdorf das Dorf Ottersdorf. - Zu Plittersdorf das Dorf Plittersdorf, der Ort Rheinwärterhaus und der Wohnplatz Im Binsenfeld. - Zu Rastatt die Stadt Rastatt, der Ort Rheinau, das Gehöft Versuchs- und Lehrgut und der Wohnplatz Fohlenweide. - Zu Rauental das Dorf Rauental. - Zu Wintersdorf das Dorf Wintersdorf. - Rheinmünster mit den Ortsteilen Greffern, Schwarzach, Söllingen und Stollhofen. - Zu Greffern das Dorf Greffern. - Zu Schwarzach die Dörfer Schwarzach und Hildmannsfeld und der Ort Hubershof. - Zu Söllingen das Dorf Söllingen und der Wohnplatz Rheinbauhütte. - Zu Stollhofen das Dorf Stollhofen, das Gehöft Heckenmühle und der Wohnplatz Jägerhof. - Sinzheim mit den Ortsteilen Leiberstung und Sinzheim. - Zu Leiberstung das Dorf Leiberstung. - Zu Sinzheim die Dörfer Sinzheim, Halberstung, Kartung, Schiftung, Vormberg und Winden, die Weiler Ebenung, Litzlung und Müllhofen, die Siedlung Kleinbrüchle, die Höfe Buchtung, Burgerhof, Duttenhurst, Fremersberg und Tiefenau und die Wohnplätze Entenhof und Waldeneck. - Steinmauern mit dem Dorf Steinmauern, dem Ort Funkhaus und dem Wohnplatz Inselhof. - Weisenbach mit den Ortsteilen Au im Murgtal und Weisenbach. - Zu Au im Murgtal das Dorf Au im Murgtal. - Zu Weisenbach das Dorf Weisenbach und der Wohnplatz Neudorf. |

## Alphabetische Liste
In Fettschrift erscheinen die Orte, die namengebend für die Gemeinde sind, in Kursivschrift Einzelhäuser, Häusergruppen, Burgen, Schlösser und Höfe. Zusätzliche bestehende kleine Orte nach der Quelle www.leo-bw.de werden dort in aller Regel nicht wie in der Listengrundlage nach Weiler/Siedlung/Wohnplatz usw. differenziert, sondern einheitlich als Wohnplatz klassifiziert, dieser Ortsteiltyp wird hier entsprechend kursiviert übernommen.
| - Affental zu Bühl - Albtaljagdhaus zu Loffenau - Altenberg zu Bühlertal - Altschweier zu Bühl - Amalienberg zu Gaggenau - An der Rauentaler Straße zu Rastatt - Aschenplatz zu Ottersweier - Aspichhof zu Ottersweier - Au am Rhein - Au im Murgtal zu Weisenbach - Auf der Miß zu Loffenau - Bach zu Bühl - Badener Höhe zu Forbach - Badische Holzstoff- u. Pappenfabrik (Hirschau) zu Gernsbach - Bahnstation Langenbrand-Bermersbach zu Forbach - Bahnstation Oberbruch zu Bühl - Balzhofen zu Bühl - Benshurst-Höfe zu Lichtenau - Bermersbach zu Forbach - Bickesheimer Kloster zu Durmersheim - Bietigheim - Bischweier - Breithurst zu Ottersweier - Breitwies (Weisenbachfabrik) zu Forbach - Brotenau zu Gernsbach - Büchelbach zu Bühlertal - Buchkopf zu Bühlertal - Buchtung zu Sinzheim - Bühl - Bühlerhöhe zu Bühl - Burgerhof zu Sinzheim - Butschenberg zu Bühlertal - Denni zu Bühlertal - Durmersheim - Dürreych zu Gernsbach - Duttenhurst zu Sinzheim - Ebene zu Bühl - Ebenung zu Sinzheim - Ebersteinschloß zu Gernsbach - Eckgraben zu Ottersweier - Eichwald zu Bühlertal - Eisental zu Bühl - Elchesheim zu Elchesheim-Illingen - Entenhof zu Sinzheim - Erbersbronn zu Forbach - Schloss Favorite zu Rastatt - Fischerberg zu Bühl - Fischerhöfe zu Bühl - Fohlenweide zu Rastatt - Forbach - Förch zu Rastatt - Freihöfen zu Bühlertal - Freiolsheim zu Gaggenau - Fremersberg zu Sinzheim - Funkhaus zu Steinmauern - Gaggenau - Gänswinkel zu Bühl - Gausbach zu Forbach - Gebersberg zu Bühl - Gernsbach - Gertelbach zu Bühlertal - Grasiweg zu Bühlertal - Grauelsbaum zu Lichtenau - Greffern zu Rheinmünster - Haaberg zu Bühlertal - Haft zu Ottersweier - Halberstung zu Sinzheim - Hard zu Bühl - Hard zu Ottersweier - Hatzenweier zu Ottersweier - Hatzenwörth zu Bühlertal - Heckenmühle zu Rheinmünster - Hennegraben zu Bühl - Herrenwies zu Forbach - Hildmannsfeld zu Rheinmünster - Hilpertsau zu Gernsbach - Hirschbach zu Bühlertal - Hof zu Bühlertal - Holzmatt zu Bühlertal - Hörden zu Gaggenau - Hub zu Ottersweier - Hubershof zu Rheinmünster - Hügelsheim - Hundsbach-Aschenplatz zu Forbach - Hundsbach-Biberach zu Forbach - Hundsbach-Mitte zu Forbach - Hundsbach-Viehläger zu Forbach - Hundseck zu Ottersweier - Hungerberg zu Bühlertal - Iffezheim - Illingen zu Elchesheim-Illingen - Im Binsenfeld zu Rastatt - Immenstein zu Bühlertal - Inselhof zu Steinmauern - Jägerhof zu Rheinmünster - Kaltenbach zu Forbach - Kaltenbronn zu Gernsbach - Kartung zu Sinzheim - Kirchbühl zu Bühl - Kirschbaumwasen zu Forbach - Kleinbrüchle zu Sinzheim - Kleinkanada zu Hügelsheim - Klotzberg zu Bühlertal - Kohlbergwiese zu Bühlertal - Kolonie Grenzstraße zu Rastatt - Krumbäch zu Bühl - Kuppenheim - Lachmatt zu Bühlertal - Längenberg zu Bühlertal - Langenbrand zu Forbach - Laube zu Bühlertal - Lautenbach zu Gernsbach - Leiberstung zu Sinzheim - Lichtenau - Liehenbach zu Bühlertal - Litzlung zu Sinzheim - Loffenau | - Matthäuser Schmelz zu Bühlertal - Michelbach zu Gaggenau - Mittelberg zu Gaggenau - Mittelberg zu Bühlertal - Moos zu Bühl - Moosbronn zu Gaggenau - Muckenschopf zu Lichtenau - Muggensturm - Müllenbild (Nachtigall) zu Gernsbach - Müllental zu Bühl - Müllhofen zu Sinzheim - Münchhof zu Ottersweier - Murgerstal zu Rastatt - Neudorf zu Weisenbach - Neufeld zu Weisenbach - Neuhaus zu Gernsbach - Neusatz zu Bühl - Neusatzeck mit Kloster zu Bühl - Niederbühl zu Rastatt - Niederweier zu Gaggenau - Oberbruch zu Bühl - Oberdorf zu Gernsbach - Oberer Plättig zu Bühlertal - Oberndorf zu Kuppenheim - Obertal zu Bühlertal - Obertsrot zu Gernsbach - Oberwasser zu Ottersweier - Oberweier zu Bühl - Oberweier zu Gaggenau - Ötigheim - Ottenau zu Gaggenau - Ottersdorf zu Rastatt - Ottersweier - Plittersdorf zu Rastatt - Plotzsägmühle zu Loffenau - Rastatt - Rauental zu Rastatt - Raumünzach zu Forbach - Reichental zu Gernsbach - Rheinau zu Rastatt - Rheinbauhütte zu Rheinmünster - Rheinwärterhaus zu Rastatt - Rittersbach zu Bühl - Röhret zu Forbach - Rombach zu Gernsbach - Rote Lache zu Forbach - Rotenfels zu Gaggenau - Sägewerk Kast zu Gernsbach - Sand zu Bühl - Sasbach zu Forbach - Schafhof zu Bühlertal - Scherzheim zu Lichtenau - Scheuern zu Gernsbach - Schiftung zu Sinzheim - Schindelbronn zu Forbach - Schneiderskopf zu Forbach - Schönbrunn zu Bühl - Schönbüch zu Bühlertal - Schugshof zu Bühl - Schwarzach zu Rheinmünster - Schwarzwasen zu Bühlertal - Schweighof zu Bühl - Seebachhof zu Forbach - Selbach zu Gaggenau - Seßgaß zu Bühlertal - Sickenwald zu Bühlertal - Sinzheim - Siti zu Ottersweier - Söllingen zu Rheinmünster - St. Anton zu Forbach - Staufenberg zu Gernsbach - Steckenhalt zu Bühlertal - Steinmauern - Stollhofen zu Rheinmünster - Stromwarthaus zu Lichtenau - Sulzbach zu Gaggenau - Teufelsmühle zu Loffenau - Tiefenau zu Sinzheim - Trabronn zu Forbach - Ulm zu Lichtenau - Unterdorf zu Gernsbach - Untertal zu Bühlertal - Unzhurst zu Ottersweier - Versuchs- und Lehrgut zu Rastatt - Vimbuch zu Bühl - Vormberg zu Sinzheim - Waldeneck zu Sinzheim - Waldfried zu Gernsbach - Waldheimerhof zu Gernsbach - Waldmatt zu Bühl - Walsteg zu Bühl - Walzfeld zu Ottersweier - Weiler zu Ottersweier - Weisenbach - Weitenung zu Bühl - Wiedenfelsen zu Bühlertal - Winden zu Sinzheim - Winkel zu Gaggenau - Wintereck zu Bühlertal - Wintersdorf zu Rastatt - Wolfsbrunnen zu Bühlertal - Wolfsheck zu Forbach - Wolfsheck zu Forbach - Wolfshügel zu Bühlertal - Wörth zu Bühl - Würmersheim zu Durmersheim - Zell zu Ottersweier - Ziegelhütte in der Steinhardt zu Muggensturm |